# Puchar Polski (województwo dolnośląskie) w piłce nożnej mężczyzn (2024/2025)
W sezonie 2024/2025 Puchar Polski na szczeblu województwa dolnośląskiego składał się z dwóch rund, z udziałem czterech zespołów – zwycięzców pucharów okręgowych:
- Barycz Sułów (OPP Wrocław 2024/2025[1])
- Karkonosze Jelenia Góra (OPP Jelenia Góra 2024/2025[2])
- Słowianin Wolibórz (OPP Wałbrzych 2024/2025[3])
- Miedź II Legnica (OPP Legnica 2024/2025[4])

Rozgrywki wyłoniły zwycięzcę wojewódzkiego Pucharu Polski i uczestnika Pucharu Polski na szczeblu centralnym w sezonie 2025/2026, którym została Miedź II Legnica.

## 1/2 finału
| 9 kwietnia 2025 | Barycz Sułów | 1:1 k. 2:0 | Karkonosze Jelenia Góra |       |
| 18:00           |              |            |                         | Sułów |

| 16 kwietnia 2025 | Słowianin Wolibórz | 0:0 k. 2:4 | Miedź II Legnica |          |
| 17:00            |                    |            |                  | Wolibórz |

## Finał
| 4 czerwca 2025 | Barycz Sułów | 0:1 | Miedź II Legnica |         |
| 17:00          |              |     |                  | Żmigród |